# Giannos Kalotheou
Giannos Kalotheou (in greco: Γιάννος Καλοθέου; 6 maggio 1966) è un ex calciatore ed ex giocatore di calcio a 5 cipriota.

## Carriera

### Club
Ha giocato per undici stagioni nella massima serie cipriota con l'Omonia Nicosia.

### Nazionale
Ha esordito con la nazionale cipriota nel 1988, giocando 25 partite fino al 1995.